# Wayanad
Der Distrikt Wayanad (Malayalam: വയനാട് ജില്ല Vayanāṭ [ˈʋajənaːɖ], auch Wynad, Wynaad) ist ein Distrikt im südindischen Bundesstaat Kerala. Verwaltungssitz ist die Stadt Kalpetta.

## Geografie
Wayanad liegt in den Bergen der Westghats im Binnenland Nordkeralas an der Grenze zu den Nachbarbundesstaaten Karnataka und Tamil Nadu. Nachbardistrikte sind Kodagu im Norden, Mysuru im Nordosten, Chamarajanagar im Osten (alle Karnataka), Nilgiris (Tamil Nadu) im Südosten sowie in Kerala Malappuram im Süden, Kozhikode im Südwesten und Kannur im Nordwesten. Der Distrikt Wayanad ist in die drei Taluks Mananthavady, Sulthan Bathery und Vythiri unterteilt.

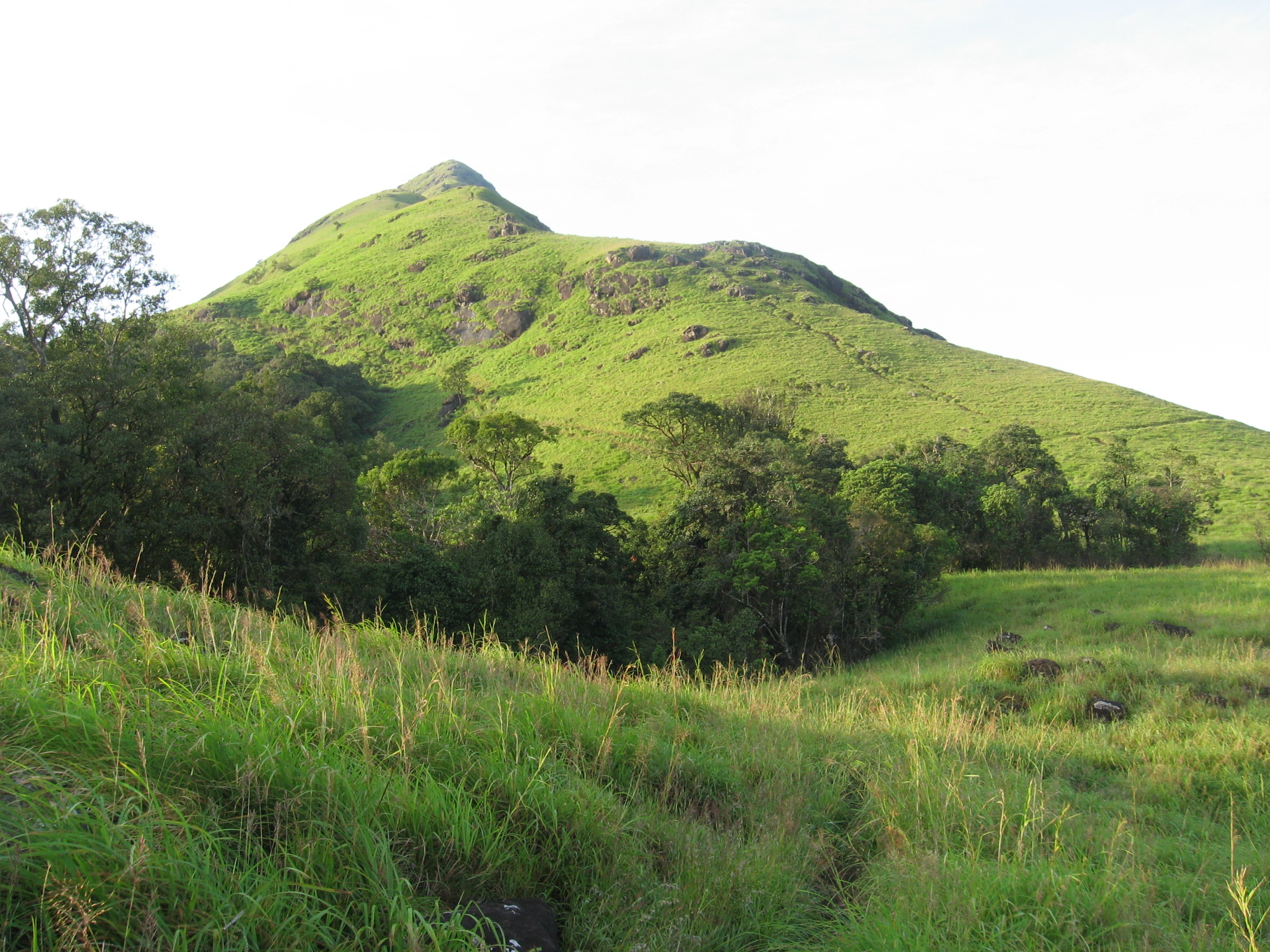
Der Chembra-Berg ist die höchste Erhebung Wayanads

Der Distrikt Wayanad hat eine Fläche von 2.130 Quadratkilometern und liegt auf einer Höhe zwischen 700 und 2100 Metern. Im Westen erhebt sich die Bergkette der Westghats, die den schmalen Küstenstreifen an der Malabarküste gegen das Hochland von Dekkan abgrenzen. Die höchsten Gipfel sind der Chembra (2100 m), Banasura (2073 m) und Brahmagiri (1608 m). Der größte Teil des Distriktgebiets liegt jenseits des Hauptkamms der Westghats auf einem 700–800 Meter hohen Plateau. Topografisch ist Wayanad damit eher dem benachbarten Südkarnataka als dem Rest Keralas zuzurechnen. Fast der ganze Distrikt wird durch den Kabini, einem Nebenfluss der Kaveri, sowie durch seine Zuflüsse Panamaram, Mananthavady und Kalindy entwässert.
Durch die Höhenlage ist das Klima in Wayanad gemäßigter als in den Küstenregionen Keralas. Die Höchsttemperaturen liegen um 29 °C, die Tiefsttemperaturen bei 18 °C. Die Berggebiete im Westen empfangen während des Südwestmonsuns zwischen Juni und September enorme Regenmengen von jährlich 3000 bis 4000 Millimetern. Das Plateau im Osten liegt dagegen im Regenschatten der Westghats. Dort liegt die Jahresniederschlagssumme bei nur 300 Millimetern.

## Geschichte
Wayanad ist seit über 3000 Jahren menschlich besiedelt. Die Gegend stand zunächst unter der Herrschaft lokaler Herrscher, dann der Pazhassi Rajas von der Malabarküste. Im 18. Jahrhundert eroberte Haidar Ali, der Herrscher von Mysore Wayanad. Nachdem Tipu Sultan, der Sohn und Nachfolger Hyder Alis, in den Mysore-Kriegen gegen die Briten unterlegen war, kam Wayanad 1799 an Britisch-Indien. Das Gebiet wurde 1862 als Teil des Distrikts Malabar in die Präsidentschaft Madras eingegliedert.
Nach der indischen Unabhängigkeit wurde 1956 im Zuge des States Reorganisation Act nach den Sprachgrenzen des Malayalam aus dem Distrikt Malabar und der Föderation Travancore-Cochin der Bundesstaat Kerala gebildet. Das heutige Distriktgebiet wurde zwischen den Distrikten Kannur und Kozhikode aufgeteilt. Am 1. November 1980 wurde der eigenständige Distrikt Wayanad als 12. Distrikt von Kerala gebildet.

## Bevölkerung
Durch seine Lage in den Bergen ist der Distrikt Wayanad dünner besiedelt als der Rest Keralas. Nach der Volkszählung 2011 hatte der Distrikt 817.420 Einwohner und war damit der kleinste Distrikt des Bundesstaats. Die Bevölkerungsdichte war mit 384 Einwohnern pro Quadratkilometer weniger als halb so hoch wie der Durchschnitt Keralas (859 Einwohner pro Quadratkilometer). Die einzige Stadt ist die Distrikthauptstadt Kalpetta, die im Jahr 2011 31.580 Einwohner hatte. Der Anteil der Stadtbevölkerung machte nur 3,9 Prozent aus, während es im Durchschnitt des Bundesstaates 47,7 Prozent waren. Zwischen 2001 und 2011 wuchs die Einwohnerzahl um 4,7 Prozent und damit etwa gleich schnell wie im Mittel Keralas (4,9 Prozent). Die Alphabetisierungsquote war mit 89,0 Prozent für Kerala unterdurchschnittlich, lag aber immer noch weit über dem gesamtindischen Durchschnitt.
In Wayanad lebt eine nennenswerte Minderheit von Adivasi (Angehörige der indigenen Stammesbevölkerung). Die Volkszählung 2011 klassifizierte 18,5 Prozent der Distriktbevölkerung als Angehörige der registrierten Stammesbevölkerung (scheduled tribes). Damit hat Wayanad den höchsten Bevölkerungsanteil der Adivasi in Kerala. In religiöser Hinsicht ist der Distrikt gemischt: Nach der Volkszählung 2011 waren 49,5 Prozent der Einwohner Hindus, 49,5 Prozent Muslime und 21,3 Prozent Christen.

## Wirtschaft

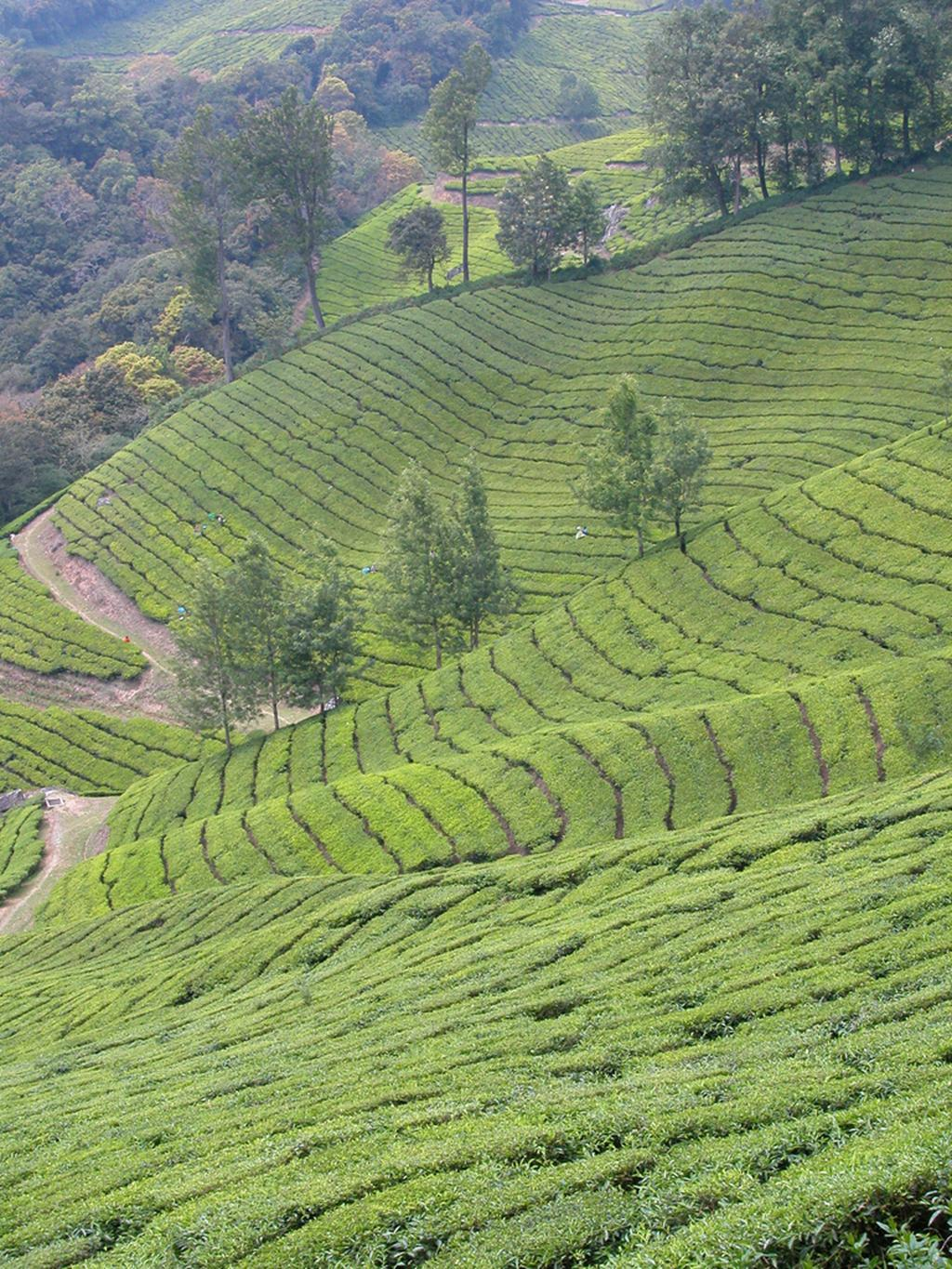
Teeplantagen in Wayanad

Der wichtigste Wirtschaftszweig Wayanads ist die Landwirtschaft. Nach der Volkszählung 2001 sind 47,3 Prozent der Distriktbevölkerung im Agrarsektor beschäftigt. Angebaut werden Produkte, die in Höhenlagen gedeihen, vornehmlich Kaffee, Tee, Pfeffer, Kardamom und Kautschuk. In den niedrigeren Lagen werden Reis und Kokospalmen kultiviert. Der Distrikt ist wegen der hohen Abhängigkeit der Bevölkerung auf das wirtschaftliche Einkommen der Landwirtschaft bei einer Agrarkrise leicht anfällig. Zwischen 1997 und 2005 begingen mehr als 150.000 Bauern in Indien Selbstmord, von denen fast 8 Prozent aus Kerala stammten, 90 Prozent davon in Wayanad. Gründe für die Selbstmorde waren in erster Linie die Preisstürze lokal angebauter Nutzpflanzen wie Kaffee. Daraufhin beschloss die Landesregierung die zwei Distrikte Wayanad und Palakkad finanziell zu unterstützen. Seit 2005 ist die Zahl der Selbstmorde zurückgegangen.
Der National Highway 212 (NH212), der von Kozhikode nach Mysuru führt, verläuft direkt durch den Distrikt Wayanad. Weitere Hauptstraßen führen nach Tamil Nadu und die angrenzenden Distrikte von Kerala. Der nächste Bahnhof ist in Kozhikode 75 Kilometer von Kalpetta entfernt. Der nächste Flughafen ist der Calicut International Airport in Karipur (80 Kilometer).